# Arben Kamami
Arben Kamami (ur. 1960 w Elbasanie) – albański nefrolog, deputowany do Zgromadzenia Albanii z ramienia Socjalistycznej Partii Albanii.

## Życiorys
Był dyrektorem szpitala w Elbasanie, wykładał następnie medycynę na uniwersytecie w rodzinnym mieście.
Jest członkiem Socjalistycznej Partii Albanii; z jej ramienia pełnił funkcję członka Rady Miejskiej Elbasanu oraz deputowanego do Zgromadzenia Albanii. W 2017 roku w wyborach parlamentarnych uzyskał reelekcję.